# 海米克瑟姆
海米克瑟姆（荷蘭語：Hemiksem，荷蘭語發音：[ˈɦeːmɪksɛm]）是比利时弗拉芒大區安特衛普省安特衛普區的一个市镇，西隔斯海尔德河与东佛兰德省相望，通行荷蘭語，是弗拉芒社群的一部分，面积5.44平方千米，人口11,634人（2020年1月1日）。